# RGM-109 Tomahawk
L'RGM-109 Tomahawk è la versione imbarcata del noto missile da crociera americano. 
La versione imbarcata del BGM-109 Tomahawk è conosciuta generalmente con la sigla RGM-109, e ne esistono molte differenti varianti.

## Versione antinave
Dal missile cruise Tomahawk fu derivato anche un missile antinave chiamato RGM-109B, entrato in servizio nel 1983, che non ebbe particolare successo. Il suo sistema di guida era stato ottenuto riutilizzando quello del missile antinave Harpoon, ed era basato su un radar attivo, ma non aveva un data-link per aggiornare la posizione della nave bersaglio. La gittata era di circa 450 km, e perciò non poteva sfruttare il suo raggio d'azione almeno nei confronti delle navi in movimento. La versione antinave RGM-109B fu quindi ritirata dal servizio nel 1994, e i restanti missili furono modificati e convertiti in RGM-109C per l'attacco terrestre con un raggio d'azione di 1.250-1.600 km.

## Versioni con capacità duali
Tuttavia le versioni più recenti del Tomahawk imbarcato sulle navi, come la RGM-109E Block Va, hanno aggiunto capacità duali che permettono di colpire sia bersagli terrestri sia navali, ritornando a riproporre quest'arma anche come missile antinave.
La versione RGM-109E Block Va, introdotta nel 2021, è anche chiamata Maritime Strike Tomahawk (MST), e permette di ingaggiare bersagli in movimento sul mare utilizzando un sistema multisensioriale di acquisizione dell'obiettivo in volo. Ciò significa che non fa affidamento su un solo sensore, ma combina le diverse informazioni che riceve.

## Versioni da attacco
Le versioni imbarcate di maggiore successo sono state quindi quelle per l'attacco terrestre, come la RGM-109C, e la più recente RGM-109E e le sue varianti. Fra queste si distingue la Block IV che è stata molto prodotta e diffusa.
La versione RGM-109A Block I è stata la prima variante imbarcata a entrare in servizio nel 1983. Era armata con una testata nucleare W80, ed era chiamata Tomahawk Land Attack Missile - Nuclear (TLAM-N).

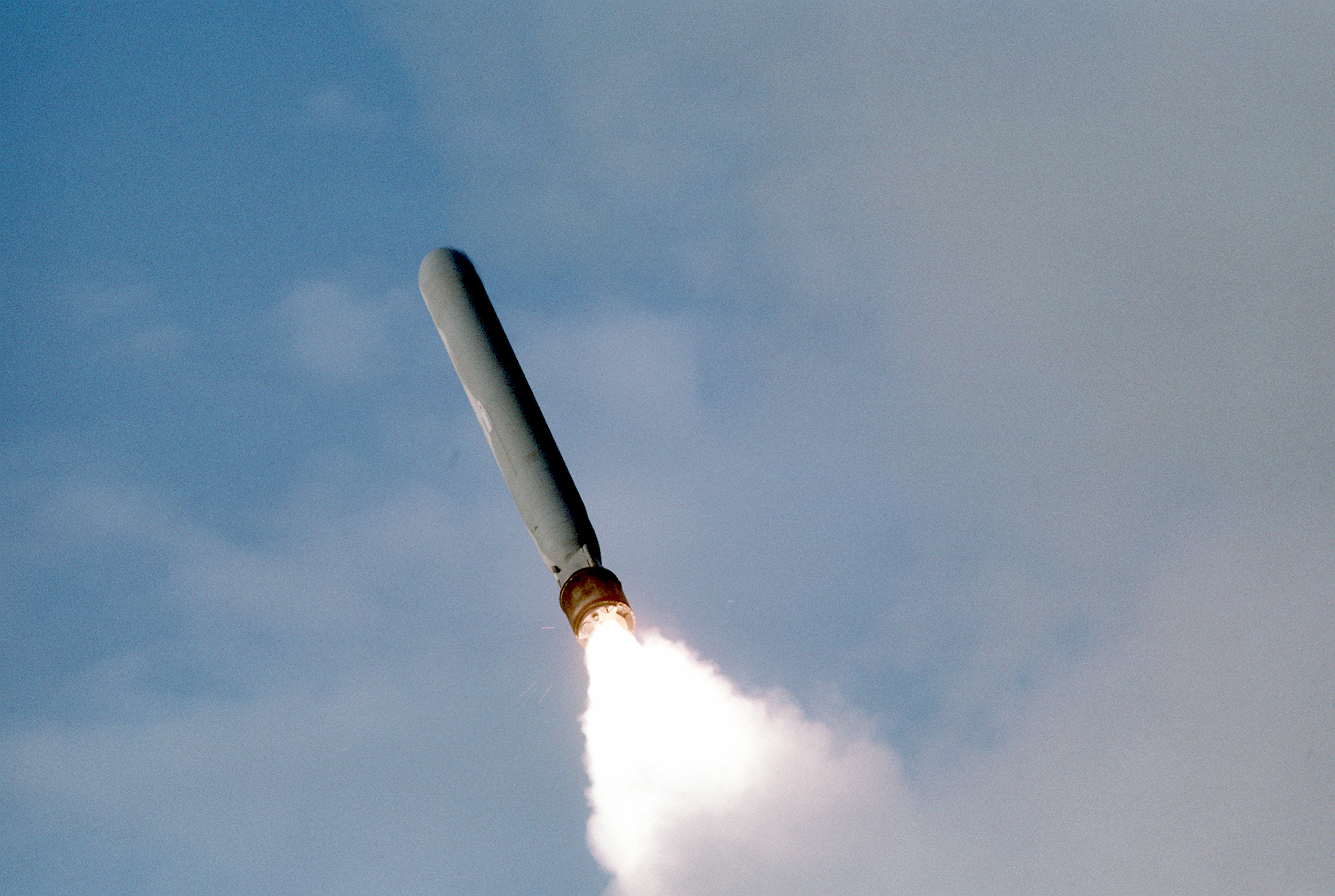
Lancio di un RGM-109C dalla corazzata Wisconsin.

La versione RGM-109C usava una testata convenzionale, ed era perciò chiamata Tomahawk Land Attack Missile - Conventional (TLAM-C). Aveva un'autonomia di 1.250 km per la variante Block II, e 1.600 km per la variante Block III. Entrò in servizio nel 1986.
La versione RGM-109D, nota anche come TLAM-D, trasportava un dispenser con submunizioni. Entrò in servizio nel 1988.

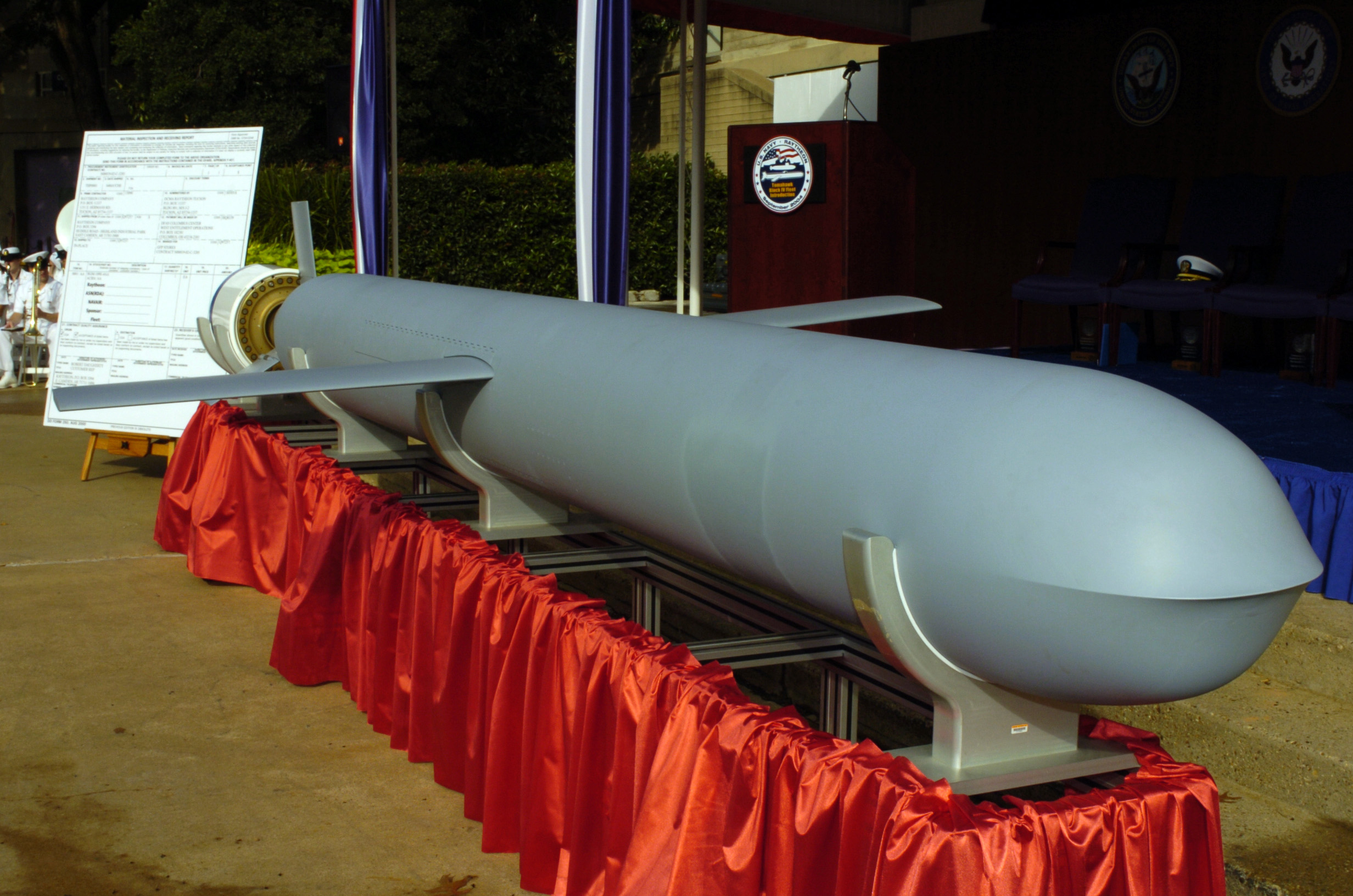
Vista frontale dell'RGM-109E Block IV.

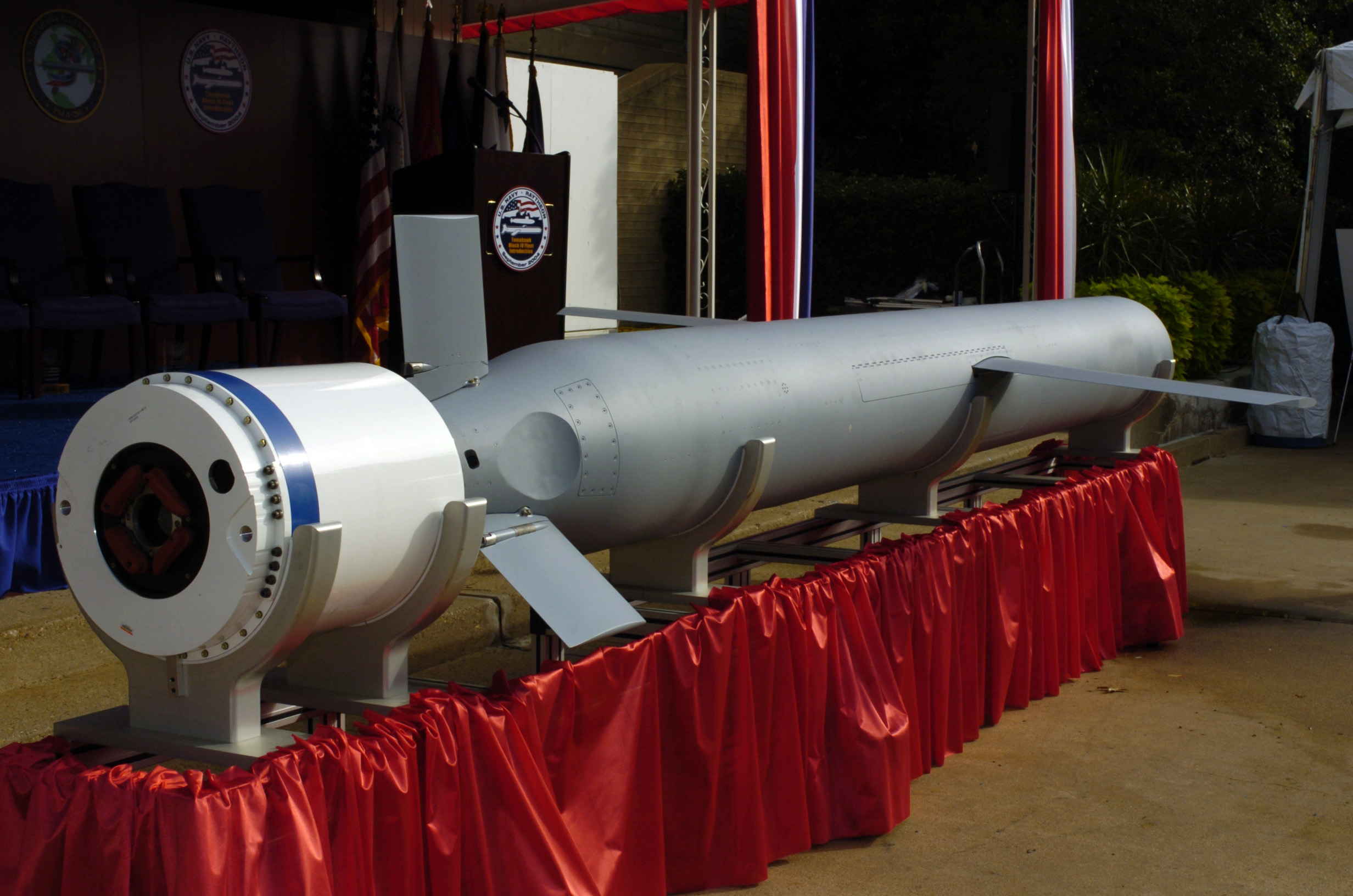
Nella versione RGM-109E le alette in coda sono state modificate passando da 4 a 3.

La versione RGM-109E Block IV, chiamata anche Tactical Tomahawk (TACTOM), è stata introdotta nel 2006, e presenta notevoli innovazioni. Può essere riprogrammata su un altro bersaglio durante il volo, utilizzando una connessione satellitare, oppure selezionando una delle 15 destinazioni alternative precedentemente registrate in memoria. Il missile è anche dotato di una telecamera che fornisce immagini in tempo reale del campo di battaglia, e permette quindi di identificare altri possibili bersagli. Inoltre può volare in circolo in una zona, finché non è stato selezionato il bersaglio. Altri miglioramenti furono apportati modificando la presa d'aria e le alette. L'autonomia è di oltre 1.600 km.
La versione RGM-109E Block V fu introdotta nel 2021, e presentava miglioramenti al sistema di navigazione, e nella selezione dei bersagli, e forniva anche prestazioni incrementate con un'autonomia aumentata. Inoltre, la variante Block Vb è stata dotata di una testata bellica con elevate capacità di penetrazione per colpire gli obiettivi più protetti. Questa testata è stata chiamata Joint Multi-Effects Warhead System, e impiega diversi effetti combinati ottenendo risultati devastanti.

## Caratteristiche tecniche
Il missile RGM-109 Tomahawk ha una lunghezza (escluso il booster) di 5,56 metri, un'apertura alare di 2,67 metri, e un diametro di 52 cm. Il peso è di 1.300 kg, che arriva a circa 1.600 kg con il booster. Ha due ali retrattili e in coda delle piccole alette (sono 3 nella versione RGM-109E e nelle successive, e 4 nelle versioni precedenti). Il design è caratterizzato da una grossa presa d'aria nella parte inferiore posteriore (rimossa a partire dalla versione RGM-109E).

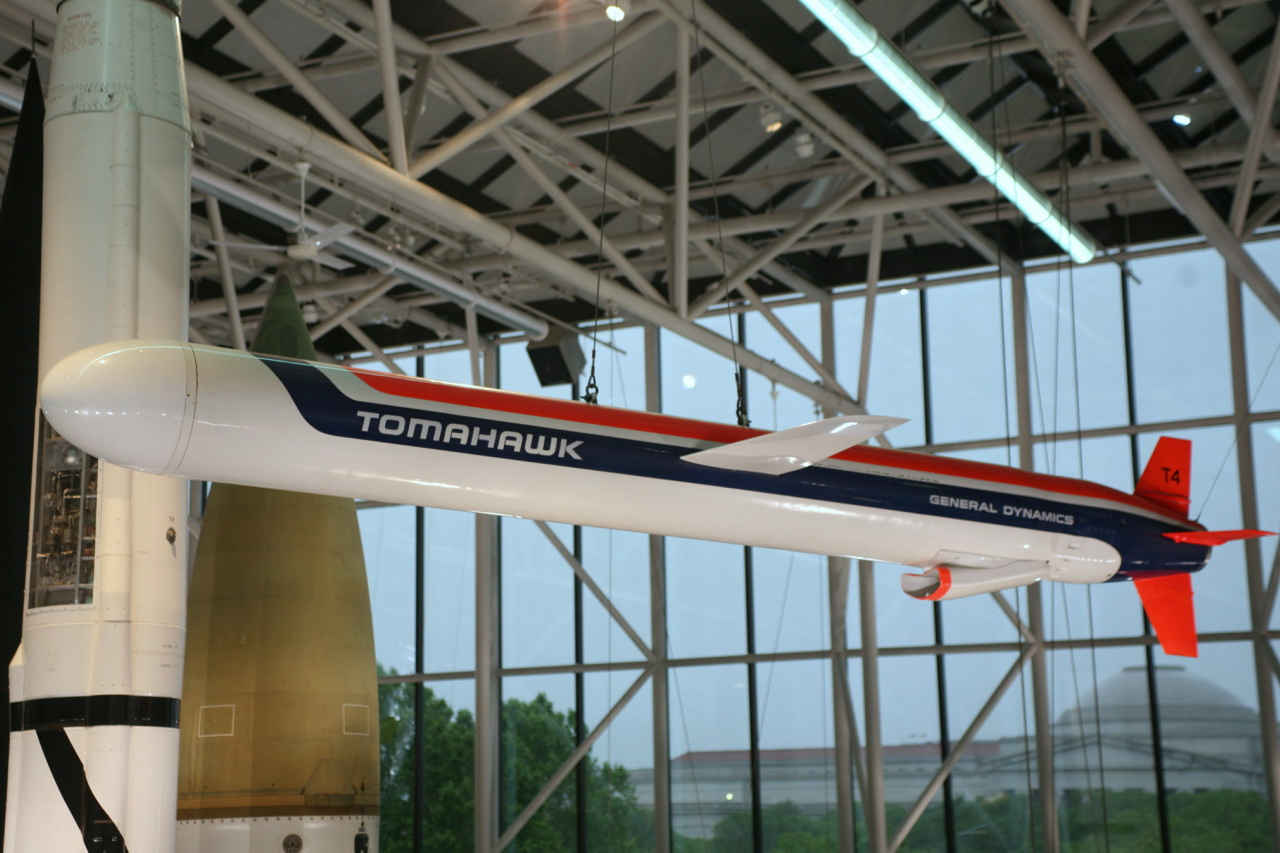
Uno dei primi esemplari di RGM-109 esposto in un museo.

Utilizza un motore turbofan Williams F107-WR-400 nelle prime versioni (fino all'RGM-109C/D Block II), un più moderno e prestante Williams F107-WR-402 (versioni RGM-109C/D Block III), e infine un Williams F415-WR-400/402 nelle successive versioni (a partire dall'RGM-109E Block IV).
Il booster montato in coda, durante la prima fase di lancio, è un razzo a combustibile solido, Atlantic Research Corporation (ARC)  Mk 106, nelle prime versioni, sostituito da un più moderno ARC Mk 135 nelle versioni più recenti come l'RGM-109E Block IV. Questo booster è lungo 69 cm, ha un diametro di 52 cm, e un peso di circa 270 kg. 
La lunghezza totale del missile RGM-109 con il booster è quindi di 6,25 metri.

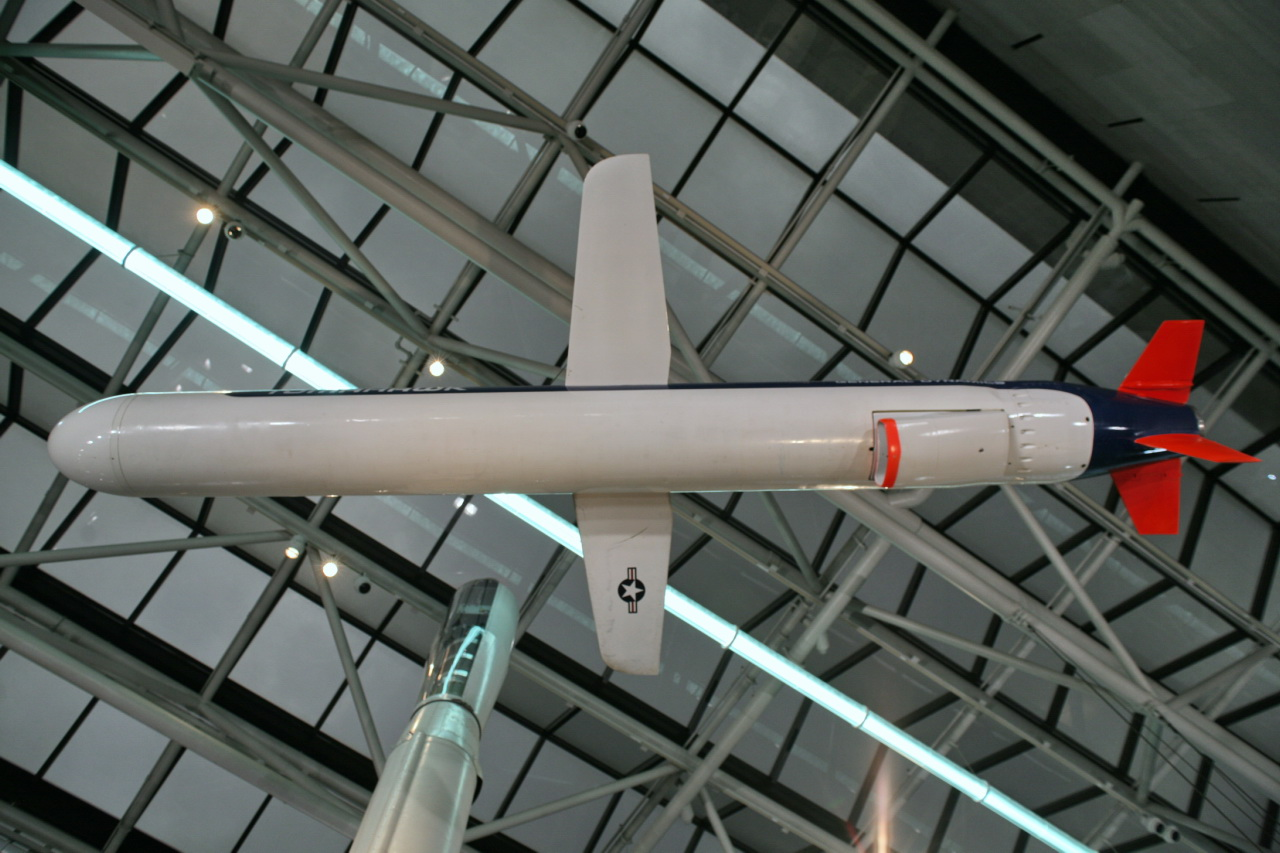
La parte inferiore di un missile RGM-109 vista dal basso.

Il sistema di guida utilizza il sistema TERCOM (Terrain Contour Matching) che impiega un radar altimetrico combinato con un elaboratore elettronico che calcola la posizione attraverso i dati forniti e il confronto con le mappe registrate in memoria. Al TERCOM si aggiunge anche un sistema di navigazione inerziale (INS) che può fornire ulteriore supporto per seguire la rotta.
Le versioni più recenti, a partire dall'RGM-109C Block II e Block III, e compresa anche l'RGM-109E Block IV, hanno introdotto ulteriori innovazioni al sistema di guida, in particolare il DSMAC (Digital Scene Matching Area Correlator) che impiega diverse fonti, come la posizione satellitare GPS e la telecamera montata sul missile, per rielaborare i dati con il computer e tracciare la rotta.